# Adryan
Adryan Oliveira Tavares (Río de Janeiro, Brasil, 10 de agosto de 1994) es un futbolista brasileño. Juega de mediocampista en la A. A. Portuguesa.

## Trayectoria

### Flamengo
Adryan surgió de la cantera del Flamengo, equipo al cual llegó en 2007 y logró en 2011 con solo 17 años recién cumplidos, debutar en la primera del club. Debutó con el primer equipo en un partido amistoso contra el Londrina en el Estádio do Café, el 9 de febrero de 2011. Pasó poco tiempo entrenando con el equipo de profesionales ya que fue seleccionado para jugar con la selección de Brasil sub-17 en el Campeonato Sudamericano Sub-17 de 2011, en donde resultó campeón.
Unos meses más tarde fue elegido de nuevo para jugar en la selección de Brasil sub-17, pero esta en un nivel superior en la Copa Mundial de Fútbol Sub-17 de 2011. Durante la competencia se lo vinculó con el Manchester United. El 1 de julio de 2012, Adryan jugó su primer partido en la Serie A brasileña, ante el Atlético Goianiense en una victoria por 3-2, además anotó su primer gol en aquel encuentro. El 16 de septiembre de 2012 anotó su primer tiro libre para el primer equipo y ayudar al Flamengo con un empate ante el Grêmio.

### Cagliari
El 22 de enero de 2014, se anunció que iría a préstamo al Cagliari Calcio por un año y medio. Hizo su debut con el Cagliari el 1 de febrero ante la Fiorentina por la Serie A. Adryan jugó en los siguientes 4 partidos después de haber hecho su debut con el Cagliari, sin embargo, sufrió una lesión en el muslo contra el Inter de Milán el 23 de febrero y tuvo que ser sustituido por Sebastian Eriksson. Después de recuperarse de la lesión, jugó ante el Udinese Calcio el 2 de marzo de 2014, sin embargo volvió a sufrir la misma lesión en el muslo y lo dejó afuera por el resto de la temporada.

### Leeds United
El 30 de agosto, después de hablar muy bien de Adryan, el presidente del Leeds United y expropietario del Cagliari, Massimo Cellino, negoció un acuerdo con el Cagliari para ponerle fin al préstamo que ligaba a Adryan con el club italiano, y también llegado a un acuerdo con el club brasileño Flamengo, para que Leeds pueda tomar a Adryan en un préstamo durante toda la temporada 2014/2015 y con opción de compra con un precio de transferencia acordado de alrededor de 3 000 000 de libras.

### Nantes
El 25 de junio de 2015 se hizo oficial su fichaje por el Nantes.

## Selección nacional

### Brasil sub-17
Adryan fue un jugador clave para el equipo de la selección de Brasil sub-17 en el Campeonato Sudamericano Sub-17 de 2011 con una campaña victoriosa. Jugó ocho partidos y marcó tres goles en el torneo y terminó como campeón.
El joven jugador fue convocado por el entrenador Émerson Ávila junto a Lucas Piazón como a las otras estrellas de la selección de Brasil Sub-17 para la Copa Mundial de Fútbol Sub-17 de 2011. El 23 de junio de 2011, Adryan, anotó el gol de la victoria contra la selección de Australia Sub-17 mediante un tiro libre. El 26 de junio de 2011 anotó el gol del empate en el minuto 90 para nivelar a la selección de Brasil Sub-17 con la de Costa de Marfil Sub-17.

### Brasil sub-20
En 2012, Adryan, fue llamado a la selección sub-20 de Brasil donde impresionó, esta vez en la Copa Internacional del Mediterráneo, donde el equipo de Brasil fue eliminado en la semifinal, pero Adryan fue nombrado como jugador del campeonato.

## Características
Adryan siempre ha sido tratado como un jugador prolífico con la creatividad. Puede jugar como mediocampista central además de ejecutar los tiros libres de una manera brillante.

## Clubes
| Club                          | País                | Año           | Partidos | Goles | Media |
| ----------------------------- | ------------------- | ------------- | -------- | ----- | ----- |
| C. R. Flamengo                | Brasil              | 2011-2014     | 47       | 3     | 0.06  |
| Cagliari Calcio (préstamo)    | Italia              | 2014          | 5        | 0     | 0     |
| Leeds United F. C. (préstamo) | Inglaterra          | 2014-2015     | 13       | 0     | 0     |
| F. C. Nantes (préstamo)       | Francia             | 2015-2016     | 30       | 7     | 0.23  |
| C. R. Flamengo                | Brasil              | 2016-2017     | 8        | 0     | 0     |
| F. C. Sion                    | Suiza               | 2017-2019     | 41       | 14    | 0.34  |
| Kayserispor (préstamo)        | Turquía             | 2019          | 1        | 0     | 0     |
| Avaí F. C. (préstamo)         | Brasil              | 2020-2021     |          |       |       |
| Brescia Calcio                | Italia              | 2023          |          |       |       |
| ABC F. C.                     | Brasil              | 2024          |          |       |       |
| A. A. Portuguesa              | Brasil              | 2024-         |          |       |       |
| Total en su carrera           | Total en su carrera | 2011-presente | 145      | 24    | 0.17  |